# いとう斗士八
いとう 斗士八（いとう としや、1961年-）は、静岡県出身の脚本家。
日本大学芸術学部在学中の1981年、同じく日芸生の片渕須直らと共に宮崎駿演出の新作アニメ脚本テストに参加し、提出したシナリオは1984年に『名探偵ホームズ』の一篇として採用される。卒業後、松竹シナリオ研究所、雑誌編集などを経て、1987年にテレビドラマ『あぶない刑事』で本格デビュー。主に刑事ドラマや2時間サスペンスなどを手掛ける他、最終話の視聴率が37.2 %（ビデオリサーチ関東地区）に達した1994年のドラマ『家なき子』の脚本も担当した。
1959年から1964年の間に生まれ、1960年代後半のテレビ高度成長期を幼少期に経験したテレビ作家であるSSジェネレーションの一人。

## 主な作品
- 名探偵ホームズ - 伊東敏也名義
- あぶない刑事
- もっとあぶない刑事
- ゴリラ・警視庁捜査第8班
- さすらい刑事旅情編
- 家なき子 劇場版
- 早乙女千春の添乗報告書
- ミラクル仮面高校生
- 花嫁は16才![1]
- はみだし刑事情熱系
- 火曜サスペンス劇場
- 契約結婚[5]
- 土曜ワイド劇場「炎の警備隊長・五十嵐杜夫」[6]
- 金曜エンタテイメント「大空港警察副署長日暮征次郎走る！！」[7]
- 月曜ミステリー劇場「おばさん会長・紫の犯罪清掃日記!ゴミは殺しを知っている」[8]
- TBS春のドラマ特別企画「ある愛の詩」[9]
- 占い師みすず　事件は運命の彼方に
- 母親失格[10]
- 嵐がくれたもの
- ハンチョウ〜神南署安積班〜
- ハンチョウ〜警視庁安積班〜